# 카메룬의 코로나19 범유행
다음은 카메룬의 코로나19 범유행 현황에 대한 설명이다.
카메룬에서 발생한 COVID-19 대유행병은 SARS-CoV-2에 의해 야기된 전세계적인 COVID-19 대유행의 일부다. 이 바이러스는 2020년 3월 카메룬에 도착한 것으로 확인됐다.

## 배경
세계보건기구(WHO)는 12일 2019년 12월 31일 처음 WHO의 주목을 받았던 중화인민공화국 후베이성 우한시의 한 집단에서 신종 코로나바이러스가 호흡기 질환의 원인임을 확인했다. 이 군단은 처음에 우한화난수산물도매시장과 연결되어 있었다. 그러나 실험실 확정 결과가 나온 그 첫 사례들 중 일부는 시장과 연관성이 없었고, 전염병의 근원은 알려져 있지 않다.
2003년 사스와 달리 COVID-19의 경우 치명률은 훨씬 낮았지만, 총 사망자 수가 상당할 정도로 감염 경로는 훨씬 더 컸다. COVID-19는 전형적으로 약 7일 정도의 독감과 유사한 증상을 보이며, 그 후 일부 사람들은 병원에 입원해야 하는 바이러스성 폐렴의 증상으로 발전한다. 3월 19일부터 COVID-19는 더 이상 "높은 결과 감염병"으로 분류되지 않았다.

## 연혁
코로나19 범유행은 2020년 3월 6일 중앙아프리카 카메룬으로 1건씩 확산된 것으로 확인됐다. 감염된 사람은 2월 24일 수도 야운데에 도착한 프랑스 국적이다.
그 나라의 두 번째 사건은 3월 6일에 발표되었다. 이 사건은 첫 번째 사건과 긴밀한 연락을 취하고 있던 카메룬 시민이었지만 관계자들은 이 사건에 대한 추가 정보를 공개하지 않았다.
2020년 3월 18일 5건의 새로운 사례가 확인되었다. 피해자에 대한 추가 정보는 발표되지 않았지만 확인된 피해자 중 한 명은 외국인이다. 2020년 3월 20일 두 건의 의심환자가 음성으로 판정돼 가족과 합류했다.
장관은 2020년 3월 23일 아침에 16건의 검사에서 양성반응이 나왔으며, 두알라에서 9건, 야운데에서 6건, 바푸삼에서 1건이 나왔다고 밝혔다.
2020년 3월 27일 현재 카메룬의 코로나바이러스 총 감염 건수는 91건으로 야운데 63건, 두알라 25건, 바푸삼 3건과 같다.

## 같이 보기
- 아프리카의 코로나19 범유행
- 나라별 코로나19 범유행